# Yann Ehrlacher
Yann Ehrlacher, född den 4 juli 1996 i Mulhouse, är en fransk racerförare. Ehrlacher är systerson till den framgångsrike standardvagnsföraren Yvan Muller.